# Parasyntormon petiolatum
Parasyntormon petiolatum är en tvåvingeart som beskrevs av Van Duzee 1933. Parasyntormon petiolatum ingår i släktet Parasyntormon och familjen styltflugor.
Artens utbredningsområde är Kalifornien. Inga underarter finns listade i Catalogue of Life.